# Antonio Rivero Taravillo
Antonio Rivero Taravillo (Melilla, 10 de mayo de 1963) es un escritor, traductor, ensayista y poeta español.

## Biografía
Aunque nacido en Melilla, reside desde 1964 en Sevilla, donde ha desarrollado toda su carrera literaria. 
Durante su etapa de estudiante de Filología Inglesa formó parte del Aula de Poesía de la Facultad de Filología y del Aula de Poesía y Pensamiento María Zambrano de la Universidad de Sevilla, cuya revista Claros del Bosque dirigió. En 1986 recibió una beca de la University of Edinburgh para asistir a cursos de literatura inglesa y escocesa en el programa SUISS (Scottish Universities International Summer School). Tras comenzar el estudio del gaélico escocés de manera autodidacta durante su estancia en Edimburgo, publicó con Catriona Zoltowska traducciones de varios poetas escoceses como Sorley MacLean o Aonghas MacNeacail. También estudió irlandés y, aunque sin alcanzar un nivel tan avanzado, galés. En 1989 pasó a dirigir una librería inglesa en Sevilla, y en 2000 fue el primer director de Casa del Libro en la misma ciudad, donde desarrolló una intensa actividad cultural. 
De 2006 a 2007 dirigió la revista Mercurio. Panorama de Libros  de la Fundación José Manuel Lara y, a continuación, El Libro Andaluz de la Asociación de Editores de Andalucía. Ha colaborado con los suplementos La Mirada de El Correo de Andalucía y Culturas, de Diario de Sevilla y otras cabeceras andaluzas. Ha publicado también numerosos artículos en los suplementos El Viajero de El País o en la edición sevillana de El Mundo, en la que fue columnista, así como, de forma habitual, en la revista Clarín y en otras como Sibila, Renacimiento, Palimpsesto, Revista de Occidente, Campo de Agramante, El Maquinista de la Generación, Letras Libres, Cuadernos Hispanoamericanos y muchas otras. Fue director literario de Paréntesis Editorial y coordinó el módulo de Poesía del Máster en Creación Literaria de la Universidad de Sevilla. Desde 2008 a 2019 impartió talleres de poesía y traducción literaria y de 2012 a 2018 fue uno de los integrantes del blog de reseñas Estado Crítico. Ha sido director de la revista Estación Poesía, del Centro de Iniciativas Culturales de la Universidad de Sevilla (CICUS), de la que fue fundador en 2014. Fue desde 2017 a 2023 el asesor literario de la Feria del Libro de Sevilla y desde 2021 a 2023 su coordinador de programación. En mayo de 2023 se incorporó al recién creado Comité Editorial de Humanidades del Centro de Estudios Andaluces (Junta de Andalucía).Desde 2008 a 2020 mantuvo el blog "Fuego con nieve".
Ha publicado varios libros de viaje, dieciséis poemarios, numerosas traducciones y ensayos y volúmenes recopilatorios de artículos y recensiones, además de una biografía en dos tomos del poeta de la Generación del 27 Luis Cernuda. Es además un reconocido celtista, autor de las antologías Antiguos poemas irlandeses y Canciones gaélicas. Pertenece a la rama internacional de Conradh na Gaeilge. En 2005 coordinó el volumen Cien años y un día: "Ulises" y el Bloomsday.
Poemas suyos han sido traducidos al inglés, el francés, el italiano, el serbio, el portugués, el chino y el húngaro.

## Premios
Ha sido galardonado en 2005 con el Premio Andaluz a la Traducción Literaria y con el Premio Archivo Hispalense. Su biografía sobre Luis Cernuda obtuvo el XX Premio Comillas, concedido por la editorial Tusquets. En 2011 recibió el Premio de la Feria del Libro de Sevilla, y en 2016 el Premio Antonio Domínguez Ortiz de Biografías por Cirlot. Ser y no ser de un poeta único. En 2017 recibió el II Premio de Aforismos Rafael Pérez Estrada por la colección Especulaciones ciegas. En 2022 ganó el I Premio Nacional de Poesía Lara Cantizani-Ciudad de Lucena con su libro Los hilos rotos, en 2023 el LIV Premio de Poesía Ciudad de Alcalá por Ahora y en 2025 el XXV Premio de Poesía Paul Beckett por "Un invierno en otoño".

## Obra

### Poesía
- Bajo otra luz, La Llave de Plata, 1989.
- Farewell to Poesy, Pre-Textos, 2002.
- El árbol de la vida , Col. Puerta del Mar, Diputación de Málaga, 2004.
- Lejos, Isla de Siltolá, 2011.
- La lluvia, Renacimiento, col. Calle del Aire, 2013.
- Lo que importa, Renacimiento, col. Calle del Aire, 2015.
- El bosque sin regreso, La Isla de Siltolá, 2016.
- Svarabhakti, Maclein y Parker, 2019.
- Más tarde, Sloper, 2019.
- Sextante (1982-1998, Polibea, 2021. (Contiene Las primeras catástrofes, Libro de espirales, Siempre el diluvio, Hacia el ocaso, Cuarentena y Separaciones y regresos).
- Los hilos rotos, Reino de Cordelia, 2022.
- Suite irlandesa, Fundación José Manuel Lara, Col. Vandalia, 2023. (Finalista del Premio Andalucía de la Crítica 2023)
- Luna sin rostro, Pre-Textos, Col. La Cruz del Sur, 2024. (Finalista del Premio Andalucía de la Crítica 2024)
- Un invierno en otoño, BajAmar Editores, 2025. (XXV Premio Paul Beckett)

### Aforismos
- Vilanos por el aire, La Isla de Siltolá, 2017.
- Especulaciones ciegas, Fundación Rafael Pérez Estrada, 2018.
- Vida en común, Libros al Albur, 2018.
- La orfandad de Orfeo, Apeadero de Aforistas/Thémata Editorial, 2020.

### Novela
- Los huesos olvidados, Espuela de Plata, 2014.
- Los fantasmas de Yeats, Espuela de Plata, 2017.
- El Ausente: La novela de José Antonio Primo de Rivera, La Esfera de los Libros, 2018. (Finalista del Premio Andalucía de la Crítica 2019)
- 1922, Pre-Textos, 2022. (Finalista del Premio Andalucía de la Crítica 2022)

### Cuento
- Los Muchos, con prólogo de Juan Bonilla, Pedro Tabernero Editor, 2019.

### Libros de viaje
- Las ciudades del hombre, Llibros del Pexe, 1999.
- Viaje sentimental por Inglaterra, Almuzara, 2007.
- Macedonia de rutas, Paréntesis, 2010.
- Diario austral, La Línea del Horizonte, 2019.

### Ensayos y biografías
- (ed.), Cien años y un día. Ulises y el Bloomsday, Fundación José Manuel Lara, 2005.
- Con otro acento. Divagaciones sobre el Cernuda ‘inglés’ (Premio Archivo Hispalense 2005), Diputación de Sevilla, 2006
- Los siglos de la luz. Héroes, mitos y leyendas en la épica y la lírica medieval, Berenice, 2006.
- Luis Cernuda: años españoles (1902-1938) (XX Premio Comillas de Historia, Biografía y Memorias), Tusquets, 2008.[2]
- Las líneas de otras manos. Esbozos de crítica literaria, Consejería de Cultura de la Ciudad Autónoma de Melilla y UNED-Melilla, 2009.
- Afán de permanencia. Entradas del blog "Fuego con Nieve", Isla de Siltolá, 2010.
- Luis Cernuda: años de exilio (1938-1963), Tusquets, 2011.
- Cirlot. Ser y no ser de un poeta único, Fundación José Manuel Lara, 2016.
- En busca de la Isla Esmeralda. Diccionario sentimental de la cultura irlandesa, Fórcola, 2017.
- Ford apache. Cien momentos de un genio del cine, Sílex, 2022.
- Álvaro Cunqueiro, sueño y leyenda, Renacimiento (en prensa).

### Memorias
- Un hogar en el libro, Newcastle Ediciones, 2022.

### Traducciones
- La boca pobre, de Flann O'Brien, Ediciones del Serbal, 1989. 2ª ed. en Nórdica, 2008.
- Antología poética, Ezra Pound, Universidad de Sevilla, 1991.
- Los corsarios de Santo Domingo, 1718-1779: un estudio socio-económico, de Victoria Stapells Johnson, Quaderns del Departamento de Geografía i Historia de l'Estudi General de Lleida, 1992.
- Antiguos poemas irlandeses, Gredos, 2001.
- La Dama de Shalott y otros poemas, de Alfred Tennyson, Pre-Textos, 2002.
- Canciones gaélicas: antología de la poesía vernácula de Escocia (siglos XVI-XVIII), en colaboración con Catriona Zoltowska, Col. MaRemoto, Centro de Ediciones de la Diputación de Málaga, 2003.
- Sonetos, de William Shakespeare, Renacimiento, 2004. 1ª ed. en Alianza Editorial, 2008. 2ª ed. en Alianza Editorial, 2011, 2ª ed. en Renacimiento, 2016..
- Poemas, de John Keats, La Veleta, 2005.
- Poemas, de Robert Graves, Pre-Textos, 2005.
- Nadan dos chicos, de Jamie O'Neill, Pre-Textos, 2005.
- Poe y otros cuervos. Primeros poetas norteamericanos, antología de Anne Bradstreet, Michael Wigglesworth, Edward Taylor, Philip Frenau, William Cullen Bryant, Henry Wadsworth Longfellow y Edgar Allan Poe, Mono Azul, 2006.
- Biathanatos de John Donne, El Cobre, 2007.
- El Coloso, de Ann Harries, Berenice, Berenice, 2007.
- Babel en España, de John Haycraft, Almuzara, 2007.
- Mucho toro de Tom Parfitt, Almuzara, 2008.
- Bartleby el escribiente, de Herman Melville, Metropolisiana, 2008.
- Hero y Leandro, de Christopher Marlowe, Ediciones La Palma, 2008.
- Experimento en autobiografía de H. G. Wells, Berenice, 2009.
- Los viajes de Gulliver, de Jonathan Swift, Pre-Textos, 2009. Recogida igualmente en la edición ilustrada por Javier Sáez Castán, Sexto Piso, 2014
- Sansón agonista, de John Milton, El Cobre, 2010.
- Poesía completa de William Shakespeare, Biblioteca de literatura universal, Almuzara, 2010.
- Poesía reunida de W.B. Yeats, Pre-Textos, 2010.[3]
- El mar y la alondra. Poesía selecta, de Gerard Manley Hopkins, Vaso Roto, 2011.
- La gente corriente de Irlanda, de Flann O'Brien, Nórdica, 2011.
- Deseo, de Liam O'Flaherty, Nórdica, 2012.
- La saga del sagú de Slattery, de Flann O'Brien, Nórdica, 2013.
- No se quebrará la rama, de James Wright, Vaso Roto, 2014.
- La extensión de mi cuerpo, de Walt Whitman, Nórdica, 2014.
- Teresa de Ávila, de Kate O'Brien, Vaso Roto, 2014.
- Gallina significa miel. Poemas escogidos, de Margaret Tait, Punto de Vista, 2015.
- Poemas y poetas. El canon de la poesía, de Harold Bloom, Páginas de Espuma, 2015.
- La niña de oro puro, de Margaret Drabble, Sexto Piso, 2015.
- Poesía, Antología Bilingüe, de John Keats, Alianza, 2016.
- Diario de un viaje a las Hébridas con Samuel Johnson, de James Boswell, Pre-Textos, 2016.
- J, de Howard Jacobson, Sexto Piso, 2016.
- Venus y Adonis, de William Shakespeare, Renacimiento, 2016.
- La violación de Lucrecia, de William Shakespeare, Renacimiento, 2016.
- Lamento de una amante, de William Shakespeare, Renacimiento, 2016.
- Antología bilingüe, de John Donne, Alianza, 2017.
- El cuervo y otros poemas, de Edgar Allan Poe, Alianza, 2017.
- El libro de Efraín, de James Merrill, Vaso Roto, 2017.
- Ensayos completos. I, de Edgar Allan Poe, Páginas de Espuma, 2018.
- El consumo de patata en Irlanda, de Flann O'Brien, Nórdica, 2018.
- El silencio y otros poemas, de Edgar Allan Poe, Nórdica, 2019.
- La casa en el árbol y otros poemas, de Kathleen Jamie, La Fertilidad de la Tierra, 2021.
- Alicia en el país de las maravillas y A través del espejo, de Lewis Carroll, Arpa, 2025.
- Antología poética, de Dylan Thomas, Nórdica (en prensa).
- Hamlet, de William Shakespeare, Renacimiento (en prensa).

### Prólogos y ediciones
- Medidas provisionales, de Enrique Baltanás, Renacimiento, 2004.
- El delator, de Liam O'Flaherty, Libros del Asteroide, 2007.
- Pero sucede. Antología poética, de Eduardo Jordá, Renacimiento, 2010.
- El varón desenfocado, de Juan Antonio Maesso, Barataria, 2010.
- La transformación, de Franz Kafka, trad. anónima, Paréntesis, 2010.
- Carmilla, de Sheridan Le Fanu, Ultramarina Cartonera, 2012.
- 3 poetas sevillanos. Antología, La Llave de Plata, 2012.
- Ocnos, de Luis Cernuda, Grupo Pandora, 2014.
- Impresiones de Irlanda, de Gilbert Keith Chesterton, trad. de Victoria León, Renacimiento, 2017.
- William Blake, de Gilbert Keith Chesterton, trad. de Victoria León, Renacimiento, 2017.
- En la costa de Santiniebla, de Luis Cernuda, Ayuntamiento de Castropol, 2017.
- Aforismos del no mundo, de Juan Eduardo Cirlot, Renacimiento, 2018.
- La Realidad y el Deseo, de Luis Cernuda, Alianza, 2018.
- Sendas de Bashô, de Manuel Neila, Polibea, 2018.
- Cuba y el tabaco, de Roberto Sánchez Terreros, Grupo Pandora, 2018.
- El Paraíso perdido, de John Milton, trad. de Abilio Echeverría, Alianza, 2019.
- Ocnos y Variaciones sobre tema mexicano, de Luis Cernuda, Alianza, 2020.